# Акопян, Елена Грачиковна
Елена Грачиковна Акопян (укр. Олена Грачиківна Акопян; род. 4 октября 1969, Енакиево, Украинская ССР) — украинская спортсменка, чемпионка и многократный призёр летних паралимпийских игр по плаванию, двукратный призёр зимних паралимпийских игр по лыжным гонкам и биатлону. Заслуженный мастер спорта Украины (1998). Награждена орденом «За заслуги» І, ІІ и ІІІ степени и орденом княгини Ольги ІІ и ІІІ степени.

## Биография
Елена Акопян родилась 4 октября 1969 года в городе Енакиево. В детстве её увлечениями были музыка и спорт. В 14 лет поступила в Белгородское музыкальное училище. В Белгороде на неё было совершено разбойное нападение, и она получила ножевое ранение в спину, которое не позволило ей больше самостоятельно передвигаться без инвалидной коляски. Несмотря на невозможность полностью восстановить своё здоровье Елена Акопян окончила музыкальное училище, после чего поступила в Днепропетровский государственный институт физической культуры и спорта.

### Спортивная  карьера
Занималась лёгкой атлетикой, лыжными гонками, биатлоном, но в конце концов выбрала в качестве своей основной специализации плавание. Сначала тренировалась под руководством Юрия Вдовиченко, в 2001—2005 годах у Марины и Олега Кузьминых, с 2005 года с ней работал Леонид Мангер. На Паралимпийских играх в Атланте выиграла три серебряные медали в плавании на дистанциях 50, 100 и 200 метров вольным стилем. На Паралимпийских играх в Сиднее она вновь была трёхкратным серебряным призёром в тех же дисциплинах. Наиболее успешными для неё стали Паралимпийские игры в Афинах, где она смогла стать чемпионкой в плавании на дистанции 50 метров.

### Личная жизнь
В 2008 году Елена Акопян вышла замуж и завершила свою спортивную карьеру. В 2010 году родила двоих детей.